# Narancsarcú papagáj
A narancsarcú papagáj (Pyrilia barrabandi), korábban aranyarcú papagáj, a madarak osztályának papagájalakúak (Psittaciformes) rendjébe, a papagájfélék (Psittacidae) családjába és az araformák (Arinae) alcsaládjába tartozó faj.

## Rendszerezése
A fajt Heinrich Kuhl német ornitológus írta le 1820-ban, a Psittacus nembe Psittacus Barrabandi néven. Egyes szervezetek a Pionopsitta nembe sorolják Pionopsitta barrabandi néven. Sorolták a Gypopsitta nembe Gypopsitta barrabandi néven is.

## Alfajai
- Pyrilia barrabandi aurantiigena Gyldenstolpe, 1951
- Pyrilia barrabandi barrabandi (Kuhl, 1820)

## Előfordulása
Dél-Amerikában, az Amazonas-medencében, Bolívia, Brazília, Ecuador, Kolumbia, Peru és Venezuela területén honos. Természetes élőhelyei a szubtrópusi vagy trópusi síkvidéki esőerdők és mocsári erdők. Állandó, nem vonuló faj.

## Megjelenése
Átlagos testhossza 25 centiméter.

## Természetvédelmi helyzete
Az elterjedési területe rendkívül nagy, de a folyamatos erdőirtások miatt csökken, egyedszáma ugyan stabil, de a csökkenésére számítanak. A Természetvédelmi Világszövetség Vörös listáján nem fenyegetett fajként szerepel.